# Bart the Genius
"Bart the Genius" és el segon episodi de la primera temporada de la sèrie de televisió Els Simpson. Va ser estrenada per la Fox Network el 14 de gener de 1990. Va ser el primer episodi escrit per Jon Vitti. També va ser el primer episodi en empresar la signatura de la seqüència de títols, així com ésser el primer episodi regular. El capítol exposa les experiències de Bart Simpson com a geni després de fer trampa en un test d'intel·ligència. També hi apareix per primer cop la famosa dit de Bart "Eat my shorts" ("Menja'm els pantalons). Com a segon episodi produït, directament després de la desatrossa animació de Some Enchanted Evening, el futur de la sèrie depenia de com es presentava l'animació en aquest capítol. A les postres, la producció va ser més acceptable i va continuar.

## Argument
L'episodi comença amb la família Simpson fent una partida de Scrabble per tal d'ajudar Bart a preparar-se per una prova d'intel·ligència que farà l'escola l'endemà. Bart no es pren el joc seriosament i posa tota les seues fitxes sobre el tauler. S'inventa la paraula "Kwyjibo", i li dona el significat d'un simi gran i sense barbeta, mentre Marge Simpson ho completa amb un "i un geni curt". Homer Simpson, com que s'hi sent identificat, s'empipa.
L'endemà, Bart pinta un graffitti del Director Seymour Skinner en una paret de l'escola. Skinner l'enxampa i el condemna a reunió amb els seus pares. Bart, llavors intenta fer la seva prova d'intel·ligència, però la troba massa difficil. Mentre la seua professora és distreta, canvia les proves amb Prince Martin, el setciències de classe. Quan l'Homer i Marge arriben per a la seva reunió amb Skinner, s'informen que els resultats de la prova d'intel·ligència mostren que Bart és un geni. El psicòleg escolar, aleshores, recomana que el nen siga enviat a un centre per a superdotats.
Homer s'enorgulleix immensament de Bart, i l'anima a fer el bé en la seua nova classe. Tanmateix, els nous companys prompte s'adonen que el nouvingut no és tan intel·ligent com ells, i el manipulen i l'enganyen per quedar-se el seu dinar i humiliar-lo. Quan Bart intenta visitar els seus antics amics, es burlen d'ell per ser massa intel·ligent.
A casa, Marge insisteix que la família ha d'assistir a una òpera per alimentar la suposada intel·ligència de Bart. Bart es burla de l'òpera, fent riure Homer i a Lisa, però irritant Marge. De nou a l'escola, l'experiment de química de Bart explota, desembarcant-lo en una altra reunió amb el psicòleg, el Dr. Pryor. Bart diu que vol retornar a la seva antiga classe, dient que desitja estudiar el comportament de nens menys intel·ligents. El Dr. Pryor el deixa per escriure una proposta, però Bart és incapaç d'escriure'n una de convincent. Confessa que copia i retorna al seu grup.
Aquella nit, Bart confessa a Homer que no està veritablement dotat, a la vegada que espera que ell i Homer puguin romandre tan propers com ho han estat. Homer està furiós, i envia a Bart escales amunt a la seua habitació. El nen es tanca adintre, mentre que el pare prova de què ixca de nou. Pretén ser amable, però Bart no cau en la trampa. A l'adonar-se'n que el xic no pica l'esquer, Homer continua colpejant la porta amb ràbia.

## Producció
El concepte per a l'episodi desenvolupat pel guionista Jon Vitti va vindre d'una llarga llista en la qual es detallaven males accions que podria fer Bart i quines serien les seues potencials conseqüències. L'única idea de la llista que es va plasmar en un episodi va ser en la que Bart menteix en un test d'intel·ligència. La idea es basa en un incident de la infància de Vitti, quan companys seus de classe no es van prendre el test d'intel·ligència massa seriosament i van sofrir un pobre tractament acadèmic a causa d'això. En ser Bart poc intel·ligent, Vitti li va donar la volta al problema en aquest episodi. El guionista va emprar els seus records del comportament de l'escola primària per a produir un primer text de 71 pàgines, força més que la longitud requerida, al voltant de 45 pàgines. Va ser el primer guió de Vitti per a un programa de televisió de 30 minuts. L'ús de la frase de Bart, "Eat my shorts", pretén reflectir l'adopció d'expressions que havia escoltat de la televisió; l'equip creatiu havia dit a Vitti que no havia de proposar expressions originals per al personatge. L'escena on la família juga a l'Scrabble es va inspirar en un cartoon de 1985 denominat The Big Snit.
El director David Silverman va tenir dificultats per a idear una taula de Scrabble llegible per a la primera escena en la qual els Simpson només haguessin pogut escriure paraules simples.
El disseny de la visualització del problema matemàtic de Bart va ser parcialment inspirat per l'art de Saul Steinberg. La constant aparició de nombres en la seqüència sorgeix d'una tàctica similar a l'obra The Adding Machine.
L'escena en la qual Bart escriu la seva confessió va ser realitzada per a balancejar les escenes més curtes, presents al llarg de l'episodi.
Va ser animat als Estats Units per Dan Haskett Va haver-hi alguns problemes amb l'animació final de l'episodi. La banana de la primera escena va ser acolorida de manera incorrecta, ja que els animadors coreans estaven poc familiaritzats amb la fruita, i l'escena final de la banyera va ser particularment problemàtica, incloent complicacions amb la sincronització del moviment dels llavis. La versió en l'episodi emès va ser la millor de diversos intents.
L'episodi va ser el primer a tenir una seqüència de presentació completa, incloent el gag de la pissarra i el gag del sofà. Matt Groening va augmentar la durada de la seqüència per a escurçar l'animació necessària per a cada episodi, però va idear dos gags en compensació pel material repetit cada setmana. Groening, qui no hi havia prestat molta atenció a la televisió des de la seva infància, no sabia que les presentacions de tal longitud eren poc comunes en aquella època. A mesura que els episodis produïts eren més llargs, l'equip de producció va ser tornant-se més reticent a escurçar les històries per a permetre la seqüència llarga, pel que es van desenvolupar versions més curtes. En l'episodi, a més, van aparèixer per primera vegada els personatges de Martin Prince i els seus pares, i els professors J Loren Pryor i Edna Krabappel.